# Парко деј Принчипи (Фрозиноне)
Парко деј Принчипи је насеље у Италији у округу Фрозиноне, региону Лацио.
Према процени из 2011. у насељу је живело 19 становника. Насеље се налази на надморској висини од 140 м.